# Rauf Orbay
Hüseyin Rauf Orbay (Istanbul, 27 luglio 1881 – Istanbul, 16 luglio 1964) è stato un politico e militare turco.

## Biografia
Di origine abcasa, durante l'ultimo periodo dell'Impero ottomano servì come colonnello nella Osmanlı Donanması, in particolare come comandante dell'incrociatore Hamidiye durante la prima guerra balcanica.
Nel 1918 fu tra i firmatari dell'armistizio di Mudros.
Ricoprì la carica di Primo ministro del provvisorio Governo della Grande Assemblea Nazionale Turca durante la guerra d'indipendenza della Turchia dal novembre 1922 all'agosto 1923.